# Dodécarchie
Dodécarchie est le nom donné par Hérodote au gouvernement des douze rois qui auraient régné sur l'Égypte aux alentours des années -670/-660. La dodécarchie aurait duré environ 18 ans.

## Source
Cet article comprend des extraits du Dictionnaire Bouillet. Il est possible de supprimer cette indication, si le texte reflète le savoir actuel sur ce thème, si les sources sont citées, s'il satisfait aux exigences linguistiques actuelles et s'il ne contient pas de propos qui vont à l'encontre des règles de neutralité de Wikipédia.